# Renata Zarazúová
Renata Zarazúová Ruckstuhl (nepřechýleně: Zarazúa, * 30. září 1997 Ciudad de México) je mexická profesionální tenistka. Ve své dosavadní kariéře na okruhu WTA Tour nevyhrála žádný turnaj. V sérii WTA 125 vybojovala dvě singlové i deblovou trofej. V rámci okruhu ITF získala šest titulů ve dvouhře a sedmnáct ve čtyřhře.
Na žebříčku WTA byla ve dvouhře nejvýše klasifikována v listopadu 2024 na 51. místě a ve čtyřhře v lednu 2025 na 88. místě. Trénuje ji Patricio Zarazúa Ruckstuhl. Dříve tuto roli plnil Julian Alonso. Připravuje se ve floridském Palm Beach.
V mexickém fedcupovém týmu debutovala v roce 2015 základním blokem 1. skupiny americké zóny proti Bolívii, v němž s Victorií Rodríguezovou vyhrála rozhodující čtyřhru. Mexičanky zvítězily 2:1 na zápasy. Do listopadu 2024 v soutěži nastoupila k osmnácti mezistátním utkáním s bilancí 6–8 ve dvouhře a 9–4 ve čtyřhře.

## Soukromý život
Narodila se roku 1997 v Ciudad de México do rodiny Josého Luise a Alejandry Zarazúových. Starší bratr Patricio Zarazúa hrál tenis na Palm Beach Atlantic University ve floridském West Palm Beach. Prastrýc Vicente Zarazúa nastoupil do šestnácti mezistátních utkání v mexickém daviscupovém týmu a s Rafaelem Osunou získal zlaté medaile z exhibiční a ukázkové čtyřhry na mexických Letních olympijských hrách 1968.

## Tenisová kariéra

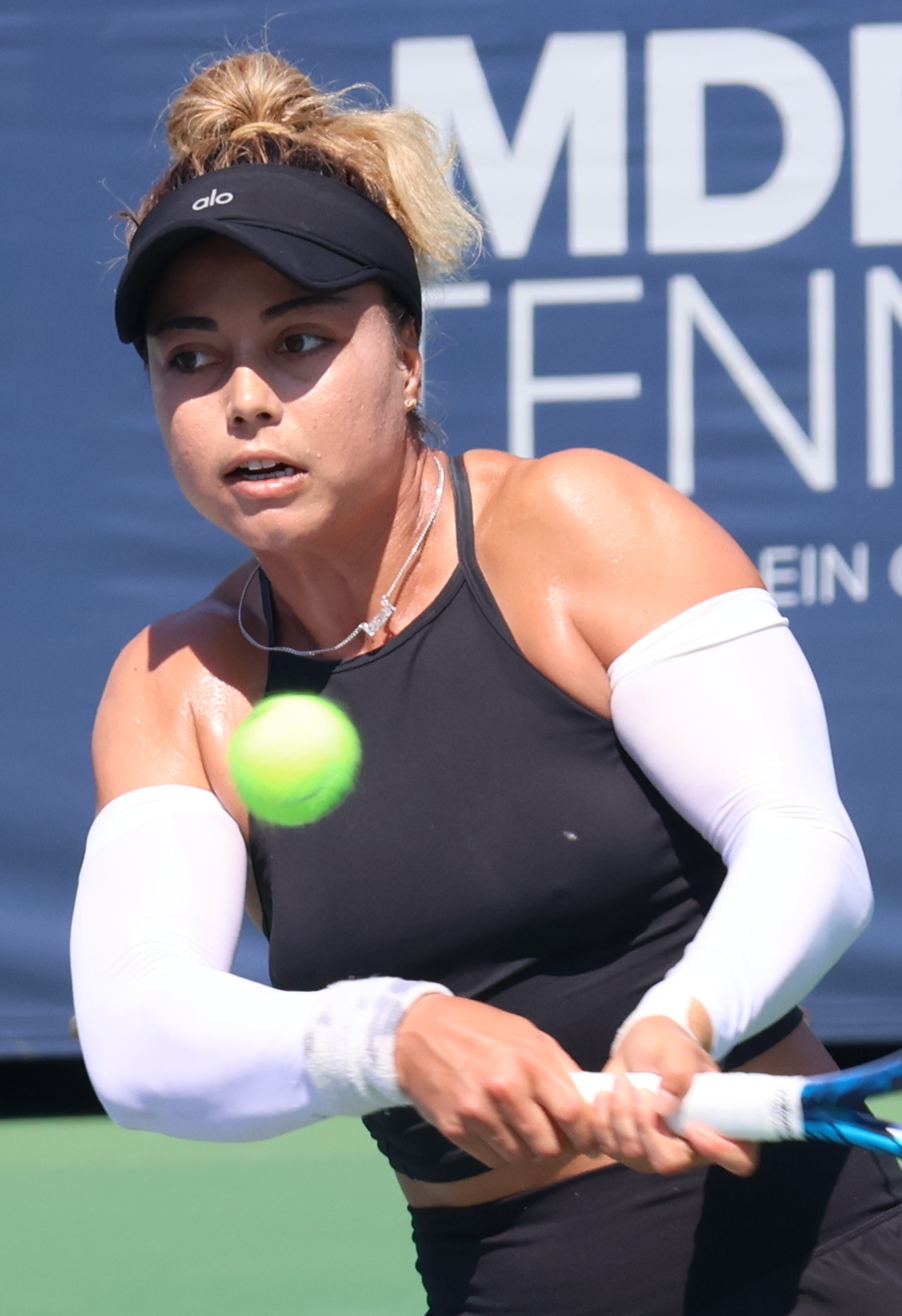
Bekhend na Washington Open 2024

V rámci hlavních soutěží událostí okruhu ITF debutovala v červenci 2013, když na turnaj v texaském Austinu s dotací 10 tisíc dolarů obdržela divokou kartu. V úvodním kole podlehla čtvrté nasazené Američance Lauren Albaneseové z osmé světové stovky. Při druhém a třetím startu v této úrovni tenisu, během října 2013, odešla poražena z finále na dvou turnajích v mexickém Quintana Roo. Premiérový titul ITF vybojovala v prosinci 2014 na méridském turnaji s rozpočtem 25 tisíc dolarů, když ovládla čtyřhru s Němkou Tatjanou Mariovou. První singlovou trofej si pak odvezla z mexického Leónu v dubnu 2016 po finálové výhře nad krajankou Anou Sofíí Sánchezovou.
Na okruhu WTA Tour debutovala srpnovým Brasil Tennis Cupem 2016 ve Florianópolisu, kde postoupila z kvalifikace. Na úvod dvouhry však podlehla argentinské tenistce Catalině Pellaovové z konce druhé stovky žebříčku po vyrovnaném průběhu. První zápas vyhrála na Abierto Mexicano Telcel 2018 v Acapulku, kam získala divokou kartu. V prvním kole přehrála sedmdesátou sedmou hráčku klasifikace Kristýnu Plíškovou, než ji poté vyřadila světová šestadvacítka Darja Gavrilovová z Austrálie. Premiérové semifinále si zahrála o dva roky později na Abierto Mexicano Telcel 2020. V zahajovacím utkání porazila nejvýše nasazenou Američanku Sloane Stephensovou. Před branami finále ji však zastavila kanadská kvalifikantka Leylah Fernandezová, figurující na sté devadesáté příčce žebříčku.
Debut v hlavní soutěži nejvyšší grandslamové kategorie zaznamenala v ženském singlu French Open 2020 po zvládnuté tříkolové kvalifikaci, v níž na její raketě postupně dohrály Srbka Olga Danilovićová, Bulharka Viktorija Tomovová a Chilanka Daniela Seguelová. V úvodním kole pařížské dvouhry ztratila jen tři gamy s Francouzkou hrající na divokou kartu Elsou Jacquemotovou. Poté však nenašla recept na světovou pětku Elinu Svitolinovou, přestože Ukrajince uštědřila „kanára“.

## Finále série WTA 125
| Legenda                  |
| ------------------------ |
| D – dvouhra; Č – čtyřhra |
| WTA 125 (2–1 D, 1–2 Č)   |

### Dvouhra: 3 (2–1)
| Stav       | č. | datum         | turnaj                    | povrch | soupeřka ve finále | výsledek      |
| ---------- | -- | ------------- | ------------------------- | ------ | ------------------ | ------------- |
| Finalistka | 1. | srpen 2021    | Concord, Spojené státy    | tvrdý  | Magdalena Fręchová | 3–6, 6–7(4–7) |
| Vítězka    | 1. | prosinec 2023 | Montevideo, Uruguay       | antuka | Diane Parryová     | 7–5, 3–6, 6–4 |
| Vítězka    | 2. | listopad 2024 | Charleston, Spojené státy | antuka | Hanna Changová     | 6–1, 7–6(7–4) |

### Čtyřhra: 3 (1–2)
| Stav       | č. | datum       | turnaj                  | povrch | spoluhráčka           | soupeřky ve finále                        | výsledek         |
| ---------- | -- | ----------- | ----------------------- | ------ | --------------------- | ----------------------------------------- | ---------------- |
| Vítězka    | 1. | únor 2024   | Puerto Vallarta, Mexiko | tvrdý  | Iryna Šymanovičová    | Angelica Moratelliová Camilla Rosatellová | 6–2, 7–6(7–1)    |
| Finalistka | 1. | červen 2024 | Bari, Itálie            | antuka | Angelica Moratelliová | Irina Chromačovová Anna Danilinová        | 1–6, 3–6         |
| Finalistka | 2. | červen 2024 | Valencie, Španělsko     | antuka | Angelica Moratelliová | Katarzyna Piterová Fanny Stollárová       | 1–6, 6–4, [8–10] |

## Tituly na okruhu ITF
| Turnaje okruhu ITF         | Turnaje okruhu ITF            |
| -------------------------- | ----------------------------- |
| Turnaje W100 (100 000 $)   | Turnaje W80 (80 000 $)        |
| Turnaje W75/W60 (60 000 $) | Turnaje W50/W40 (50/40 000 $) |
| Turnaje W35/W25 (25 000 $) | Turnaje W15/W10 (15/10 000 $) |

### Dvouhra (6 titulů)
| Č. | datum       | turnaj                         | kategorie | povrch | poražená finalistka         | výsledek           |
| -- | ----------- | ------------------------------ | --------- | ------ | --------------------------- | ------------------ |
| 1. | duben 2016  | León, Mexiko                   | 10 000 $  | tvrdý  | Ana Sofía Sánchezová        | 2–6, 6–3, 6–2      |
| 2. | květen 2016 | La Bisbal d'Empordà, Španělsko | 10 000 $  | antuka | Irene Burillo Escorihuelová | 6–7(3–7), 6–1, 6–4 |
| 3. | leden 2023  | Boca Raton, Spojené státy      | W25       | antuka | Lulu Sunová                 | 6–2, 7–5           |
| 4. | srpen 2023  | Lexington, Spojené státy       | W60       | tvrdý  | Caroline Dolehideová        | 1–6, 7–6(4), 7–5   |
| 5. | září 2024   | Templeton, Spojené státy       | W75       | tvrdý  | Usue Maitane Arconadová     | 6–4, 6–3           |
| 6. | říjen 2024  | Tyler, Spojené státy           | W100      | tvrdý  | Iva Jovicová                | 6–4, 6–2           |

### Čtyřhra (17 titulů)
| Č.  | datum         | turnaj                         | kategorie | povrch | spoluhráčka                   | poražené finalistky                       | výsledek              |
| --- | ------------- | ------------------------------ | --------- | ------ | ----------------------------- | ----------------------------------------- | --------------------- |
| 1.  | prosinec 2014 | Mérida, Mexiko                 | 25 000 $  | tvrdý  | Tatjana Mariová               | Jan Abazová Chu Čch'-e-jü                 | 7–6(7–1), 6–1         |
| 2.  | prosinec 2014 | Mérida, Mexiko                 | 25 000 $  | tvrdý  | Tatjana Mariová               | Andrea Gámizová Valeria Savinychová       | 6–4, 6–1              |
| 3.  | červen 2015   | Charlotte, Spojené státy       | 10 000 $  | antuka | Maria Fernanda Alvesová       | Lauren Herringová Ellen Perezová          | 6–4, 6–7(6–7), [10–8] |
| 4.  | červen 2015   | Manzanillo, Mexiko             | 10 000 $  | tvrdý  | Zoë Gwen Scandalisová         | Bárbara Gaticová Stephanie Petitová       | 6–1, 6–2              |
| 5.  | říjen 2015    | Rock Hill, Spojené státy       | 25 000 $  | tvrdý  | Ema Burgić Bucková            | Elica Kostovová Florencia Molinerová      | 7–5, 6–2              |
| 6.  | prosinec 2015 | Santiago, Chile                | 25 000 $  | antuka | Victoria Rodríguezová         | Florencia Molinerová Laura Pigossiová     | 6–2, 5–7, [10–7]      |
| 7.  | duben 2016    | León, Mexiko                   | 10 000 $  | tvrdý  | Chanel Simmondsová            | Sabastiani Leonová Nazari Urbinová        | 6–0, 6–2              |
| 8.  | květen 2016   | Madrid, Španělsko              | 10 000 $  | antuka | Marcela Zacaríasová           | Andrea Raaholtová Jasmina Tinjićová       | 6–4, 6–4              |
| 9.  | leden 2017    | Wesley Chapel, Spojené státy   | 25 000 $  | antuka | Chanel Simmondsová            | Elizabeth Halbauerová Sofia Keninová      | 6–2, 7–6(7–5)         |
| 10. | červen 2017   | Ystad, Švédsko                 | 25 000 $  | antuka | Valentyna Ivachněnková        | Quirine Lemoineová Eva Wacannová          | 6–3, 3–6, [10–5]      |
| 11. | říjen 2017    | Sevilla, Španělsko             | 25 000 $  | antuka | Luisa Stefaniová              | Estrella Cabeza Candelová Andrea Gámizová | 7–6(7–2), 7–6(7–3)    |
| 12. | listopad 2017 | Sant Cugat, Španělsko          | 25 000 $  | antuka | Luisa Stefaniová              | Olga Danilovićová Guiomar Maristanyová    | 6–1, 6–4              |
| 13. | červenec 2018 | Řím, Itálie                    | 60 000 $  | antuka | Laura Pigossiová              | Anastasia Grymalská Giorgia Marchettiová  | 6–1, 4–6, [13–11]     |
| 14. | červenec 2018 | Ashland, Spojené státy         | 60 000 $  | tvrdý  | Jovana Jakšićová              | Sanaz Marandová Whitney Osuigweová        | 6–3, 5–7, [10–4]      |
| 15. | říjen 2019    | Cucuta, Kolumbie               | W25       | antuka | Carolina Meligeni Alvesová    | Emiliana Arangová Victoria Bosiová        | 6–1skreč              |
| 16. | květen 2022   | La Bisbal d'Empordà, Španělsko | W100+H    | antuka | Victoria Jiménez Kasintsevová | Alicia Barnettová Olivia Nichollsová      | 6–4, 2–6, [10–8]      |
| 17. | červenec 2023 | Granby, Kanada                 | W100      | antuka | Marcela Zacaríasová           | Carmen Corleyová Ivana Corleyová          | 6–3, 6–3              |